# JK Dünamo Tallinn
Maillots
Dernière mise à jour : 10 février 2012.
Le JK Dünamo Tallinn est un club estonien de football basé à Tallinn.

## Historique
- 1940 : fondation du club